# رحیم‌آباد لانو
رحیم‌آباد لانو یک روستا در ایران است که در شهرستان سربیشه واقع شده‌است. رحیم‌آباد لانو ۴۲ نفر جمعیت دارد.